# Porfirio Pereira Ruiz Diaz
Porfirio Pereira Ruiz Díaz (Sapucai, 5 de septiembre de 1926-Asunción, 16 de junio de 2012) fue un militar y político paraguayo que fungió de intendente de Asunción entre 1976 y 1989, durante el último período de la dictadura militar de Alfredo Stroessner.
Asimismo, fue ministro de Obras Públicas y Comunicaciones durante el gobierno de Andrés Rodríguez, entre 1989 y 1993. Es considerado el intendente más longevo que tuvo la ciudad en los últimos tiempos, y uno de los mejores de toda la historia de Asunción junto con Pedro Bruno Guggiari y Guido Kunzle.

## Intendencia
Porfirio Pereira era general de Ingeniería del Ejército Paraguayo y miembro del Partido Colorado cuando en 1976 tras una reunión del Estado Mayor, estando presente el presidente Stroessner, que fue organizada con el objeto de designar a un nuevo Intendente de Asunción, pues la ciudad tenía graves problemas que solucionar, fue elegido para desempeñar el cargo. La designación se formalizó de inmediato mediante un Decreto.
Pereira Ruíz Díaz destacó por su honestidad y eficiencia. Antes y después de su nombramiento vivió con simpleza, sin enriquecerse a costa de la cosa pública ni realizó actos prepotentes contra la ciudadanía.
Su eficiencia quedó demostrada por la gran cantidad de obras que se realizaron durante su función. Ello adquiere aún más valor considerando que los recursos de la Municipalidad de Asunción en ese entonces eran escasos pues dependían del Ministerio de Hacienda. Sin embargo, Pereira logró vencer este obstáculo buscando la cooperación de otros países, destacándose el Imperio del Japón.

## Principales obras bajo su Intendencia
- Terminal de Ómnibus de Asunción
- Mercado Central de Abasto
- Palacete Municipal de Villa Aurelia
- Mejoramiento del Teatro Municipal
- Centro Paraguayo Japonés
- Edificio "Juan de Salazar"
- Cuartel General de la Policía Municipal de Tránsito
- Hospital de Policía "Rigoberto Caballero"
- Proyección y asfaltado de numerosas calles.

Porfirio Pereira también es recordado por haber ayudado en la construcción de numerosas rutas en todo el país. 
Algunas de ellas fueron la que unía Coronel Oviedo con Ciudad del Este, Coronel Oviedo con San Estanislao e Yby Yaú, y el ramal entre Concepción, Yby Yaú y Pedro Juan Caballero.

## Vida posterior
En 1989 después del Golpe de Estado que depuso a Stroessner, Porfirio Pereira dejó el cargo de Intendente. Sin embargo, cuando Andrés Rodríguez fue elegido Presidente de la República, nombró a Pereira Ministro de Obras Públicas y Comunicaciones, donde continúo desempeñándose con eficiencia y honestidad. Al finalizar su cargo en 1993, se retiró de la vida pública. En 2010 fue homenajeado recibiendo la mención de "Hijo Predilecto de la Ciudad de Asunción" por parte de la Municipalidad. Falleció en 2012 por complicaciones cardíacas a pesar de no haber sufrido ninguna enfermedad importante.

## Frases célebres
- «El cargo de intendente no era para lucirme sentándome en el sillón del despacho y mandándome la parte, sino para servir a la gente.»

- «Los intendentes deben salir a recorrer la ciudad. Son muchos los problemas. Yo iba en mi vehículo y así veía todo lo que estaba mal y se solucionaba.»

- «La ciudadanía debe comprender que no porque tiene gente que recoja la basura, puede ensuciar la ciudad. Tiene que aprender a no tirar un trocito de papel.»

- «Una vez estando en su vehículo por allí, el presidente (Alfredo Stroessner) cayó en un bache, se golpeó y eso le molestó. Yo había asumido recién, así que me ordenó que los hiciera desaparecer para el día siguiente. Creo que fue sobre la calle Artigas. No le gustó eso y obviamente me llamó allí mismo. Como yo era por entonces comandante de Ingeniería, también me dijo: "Use toda la máquina que tiene allí en el Comando de Ingeniería, pero ciérreme todos los baches de Asunción". Salí a recorrer cuadra por cuadra. No quedaba otra. Cualquier bachecito que veía ya  llamaba a la planta asfáltica para que cerraran.»

- Datos: Q6082926